# Павлоградський хімічний завод
Павлоградський хімічний завод — державне підприємство хімічної промисловості України, яке виробляє вибухові речовини, а також промислову й побутову продукцію цивільного призначення. Засноване в 1929 році, як підприємство з виробництва вибухових матеріалів і спорядження боєприпасів різного призначення (артилерійських, авіаційних, морських, інженерних й ін.).
Входить до переліку підприємств, які мають стратегічне значення для економіки й безпеки України.

## Історія

### Радянський період
Засноване в 1929 році, як підприємство з виробництва вибухових матеріалів і спорядження боєприпасів різного призначення (артилерійських, авіаційних, морських, інженерних й ін.).
З 60-х років на підприємстві з'являється виробництво з виготовлення сумішей твердих ракетних палив і виготовлення спорядження корпусів і ракетних двигунів масою від 1 кг до 50000 кг.

### Україна
Внаслідок набуття чинності Договору про скорочення і обмеження стратегічних наступальних озброєнь та взяті на себе Україною зобов'язання з роззброєння заради миру, зокрема в рамках Лісабонського протоколу, на території заводу опинилось близько 5 тисяч тон твердого ракетного палива та твердопаливні двигуни балістичних ракет РС-22.
Відтоді різними періодами фінансування програми з утилізації ракетного палива брали Сполучені Штати, а в основному — Україна. Завдяки співпраці зі Сполученими Штатами на заводі було створено виробничий комплекс із повним циклом переробки твердого ракетного палива та корпусів ракетних двигунів.
3 березня 1995 року завод було внесено до переліку підприємств і організацій України, які не підлягають приватизації в зв'язку з їх загальнодержавним значенням.
У серпні 1997 року завод було включено до переліку підприємств, які мають стратегічне значення для економіки й безпеки України.
У квітні 1998 року у відповідності з постановою Кабінету Міністрів України завод було передано в підпорядкування міністерства промислової політики України.
У подальшому, завод було передано в підпорядкування НКАУ.
У грудні 2006 року завод завершив підготовку до участі в програмі утилізації непридатних до використання боєприпасів із вичерпаним строком зберігання й твердого ракетного палива.
У 2010—2011 рр. завод здійснив модернізацію печі термічної утилізації відходів спецвиробництва і з 19 березня 2013 року розпочав знищення протипіхотних мін ПФМ-1 (всього в 2013 році заводом було знищено 55,4 т боєприпасів).
Починаючи з 1999 року й до 2013 року, Агенція міністерства оборони США щодо зменшення загрози зробила внесків у спорудження об'єктів з утилізації твердого ракетного палива та корпусів ракетних двигунів на заводі 194,5 млн доларів США.

### Під час російсько-української війни
12 листопада 2014 року завод було внесено до переліку об'єктів державної власності, охорону яких забезпечує (4 ОП ОВДО) Національна гвардія України.
З 2016 року бере участь в створенні ракетного палива для ракет комплексу «Вільха». Була опанована технологія відновлення великокаліберних реактивних снарядів для БМ-30 «Смерч».
Починаючи з 2020 року на Павлоградському хімічному заводі опановують виробництво вітчизняних 122-мм реактивних снарядів 9М221Ф «Тайфун-1» збільшеної дальності, з українських складових.
На цей час на території заводу знаходилось понад 1,8 тисяч тон твердого ракетного палива гарантійний термін експлуатації якого вибіг іще 20 років тому. Керівництво заводу скаржилось на перебої з фінансуванням програми з його утилізації. У квітні 2020 року директор заводу повідомив, що з початку року завод не отримує фінансування, тому довелось звільнити 687 працівників. Однак вже в червні того ж року, під час візиту тогочасного міністра внутрішніх справ лунали заяви про відновлення ракетної програми України і тому начебто завод готується навпаки, взяти нових працівників та розширити виробничі потужності.
Тим не менш, за підсумками 2020 року обсяг чистого доходу від реалізації продукції (послуг) підприємством зменшився на 432,9 млн грн (з 1,62 до 1,18 млрд) або на 27 %. Чистий прибуток (що залишився після операційних витрат та сплати податків), який за 2019 рік склав 1,9 млн грн, у 2020 році перетворився на 157 млн грн збитків.
Собівартість продукції у 2020 році склала 1,1 млрд грн проти 1,5 млрд у 2019 році. Валовий прибуток 62,3 млн проти 119,2 млн. Адміністративні витрати зменшились на 40 млн грн, проте значно зросли інші операційні витрати — з 49 млн грн у 2019 році до 161 млн у 2020-му.
Витрати на оплату праці зменшились на 32 % — з 285 млн до 195 млн грн. Загальна кількість працівників ПХЗ складає 1154 особи, з них 54 % жінок.
Керівництво скаржилось Кабінету міністрів на відсутність фінансування, ігнорування Міністерством оборони указу президента щодо створення нових видів ракетного озброєння та боєприпасів. Зокрема, Міноборони затягнуло з рішенням замовити виробництво ракетних комплексів «Вільха», «Вільха-М», «Грім» та інших. Через неможливість отримати фінансування від міністерства виробничі потужності підприємства простоюють, а фаховий персонал звільнений.
Вночі з 30 квітня на 1 травня 2023 року під час чергового масованого ракетного удару російські ракети поцілили по складах заводу, стався потужний вибух. Внаслідок вибуху у Павлограді пошкоджено 24 багатоповерхівки, 80 приватних житлових будинків, 9 закладів шкільної та дошкільної освіти, 5 магазинів. У Вербківській територіальній громаді пошкоджено 40 приватних житлових будинків. Вже вдень 1 травня було відомо про щонайменше 34 постраждалих, з них 5 — діти. Згодом стало відомо про двох загиблих молодих чоловіків.
На отриманих виданням The Drive супутникових знімках видно, що детонація сталась в одному з укриттів, вибуховою хвилею зруйновані укриття навколо та знищена трава та інша рослинність. Також на території підприємства видно кілька воронок від влучення ракет та спричинені ними руйнування будівель.

## Критика
В листопаді 2024 року завод підпав до скандалу з випуски неякісних комплектуючих для партії 120мм мін для ЗСУ.
29 квітня 2025 року стало відомо про затримання Службою Безпеки України керівника заводу Леоніда Шимана у справі бракованих мін калібру 120 мм, які постачалися бійцям Збройних Сил України на Авдіївсько-Покровський напрямок під час наступу російських військ у 2024 році.
За даними слідства, на початку 2024 року керівництво Павлоградського хімічного заводу на чолі з Леонідом Шиманом уклало договір з Агентством оборонних закупівель на виготовлення мінних боєприпасів калібром 120 мм для Сухопутних військ ЗСУ. Згідно із підписаними документами підприємство мало поставити війську оптові партії 120-х мінометних пострілів. Утім для серійного виробництва снарядів фігуранти використовували неякісні матеріали та виконували роботи з дефектом, що призвело до не спрацювання капсуля основного метального заряду та відсутності стабільної роботи всього порохового заряду. Також до складу боєприпасів входили додаткові метальні заряди, які не відповідають стандартам бойового застосування.Як наслідок, на фронт потрапило 120 тисяч непридатних до використання пострілів, що було підтверджено висновками фахової експертизи.

## Напрямки діяльності
- виробництво
  - вибухових речовин, сумішних твердих ракетних палив і виробів з ними
  - буровибухові роботи
  - часткове виробництво реактивних снарядів

- утилізація
  - різноманітних видів боєприпасів, непридатних до зберігання й використання
  - твердого ракетного палива

- проведення наукових досліджень в галузі
  - розробки високоенергетичних матеріалів й виробів
  - розробки технології виготовлення й утилізації вибухових матеріалів і виробів

- проєктування й конструювання
  - процесів і обладнання для виготовлення й утилізації вибухопожежонебезпечних матеріалів і виробів
  - процесів і нестандартного обладнання для виробництва полімерних і композитних матеріалів